# Arnold II van Loon

Arnold II (ca. 1085 - 11 april 1138 of 1139) was graaf van Loon en burggraaf van Mainz.

## Biografie
Arnold erfde Loon van zijn vader Arnold I van Loon (1126). Zijn Duitse titel erfde hij via zijn grootvader langs moederszijde. In 1135 stichtte Arnold op Loons allodiaal gebied de abdij van Averbode. Arnold nam deel aan de slag van Wilderen (7 augustus 1129) en leverde een bijdrage aan de overwinning van de Luikse bisschop tegen de graaf van Duras en hertog Godfried van Leuven.
Over de echtgenote van Arnold is zeer weinig bekend. Mogelijk was hij getrouwd met Aleida van Diest. Zij kregen de volgende kinderen:
- Lodewijk I van Loon
- Gerard van Rieneck
- Godschalk, alleen bekend uit een akte van ca. 1141
- Imago, in 1174 abdis van de abdij van Susteren
- (mogelijk) Jan van Ghoor[1]